# Wybory parlamentarne w Holandii w 1901 roku
Wybory parlamentarne w 1901 roku odbyły się 5 czerwca, przynosząc zwycięstwo partii chadeckich. Nowy szef rządu, Abraham Kuyper zdecydował się utworzyć gabinet koalicyjny wraz z innymi partiami o profilu "konfesyjnym".

## Rezultaty
| ← Wybory parlamentarne w Holandii w 1901 roku → |                                          |      |        |
|                                                 | Partia                                   | %    | Miejsc |
|                                                 | Unia Liberalna                           | 27.6 | 18     |
|                                                 | Liga Wolnych Liberałów                   | 27.6 | 8      |
|                                                 | Partia Antyrewolucyjna                   | 27.4 | 23     |
|                                                 | niezależni                               | 27.4 | 1      |
|                                                 | Główna Liga Związków Rzymskokatolickich  | 15.7 | 25     |
|                                                 | Socjaldemokratyczna Partia Robotników    | 9.5  | 6      |
|                                                 | niezależni                               | 9.5  | 1      |
|                                                 | Wolnomyślicielska Liga Demokratyczna     | 7.3  | 9      |
|                                                 | Wolna Partia Antyrewolucyjna             | 6.7  | 9      |
|                                                 | Chrześcijańska Historyczna Liga Wyborcza | 6.7  | 1      |
|                                                 | Liga Fryzyjska                           | 6.7  | 1      |
|                                                 | Razem                                    | -    | 100    |